# 新界區專線小巴33線
新界專線小巴33線是由馬亞木旗下的樂方投資營運的一條元朗區專線小巴線，來往元朗（泰豐街）及下白泥，經屏廈路、屯馬綫天水圍站、流浮山、深灣路及稔灣路。
由於本線是唯一往來下白泥的公共交通服務，而且白泥是遊人常到的地點，景點包括數個消閑魚場及農場，拍攝日落的熱門地點泥灘，及位於下白泥總站附近的法定古蹟下白泥碉堡，假日的客量十分多，因此運輸署批出居民巴士NR941線，走線根本路線大同小異（不駛經坑尾村至屏山一段的屏廈路，但改經朗天路），收費根本路線完全一樣（惟公共交通費用補貼計劃、$2優惠計劃及港鐵轉乘優惠不適用），以協助小巴營運商疏導此路線的乘客。
現時，本路線是元朗區區內小巴路線（日間常規）中全程收費最貴的專線小巴路線。

## 簡介及歷史
此路線的前身是在1973年開辦的九巴57線，來往流浮山至下白泥，以方便稔灣路一帶村民接駁九巴55線（即現時K65）往來元朗市中心，當時還設有行李及貨物收費。不過這樣的安排令稔灣路一帶鄉民十分不便，因此於1974年6月3日起，57線正式延長至元朗東（即現時的元朗（鳳翔路）總站，該總站現時仍然運作，不過進駐該總站的大部分都是專線小巴），免除村民轉車之苦。
由於稔灣路由57線巴士開辦以來一直都是鄉村道路，闊度僅容許1台巴士經過，多年來未經擴闊，當時九巴車隊內就只有1961年投入服務的亞比安Victor 17型單層巴士才能征服該道路。到了1970年代尾，這款巴士開始年事已高，九巴無法多留幾部去繼續行走57線。而且下白泥一帶地勢偏僻，該一帶的乘客並不多，加上由於稔灣路一帶的村民，不少與九巴57線的車長相熟，許多村民會不付車資上車，而車長亦只會「隻眼開隻眼閉」，而主動付款上車的只是非慣性搭乘57線的乘客(主要是到訪下白泥一帶的民眾)，導致57線一直嚴重虧蝕。
九巴業務檢討委員會於1983年發表報告，指57線與58線虧蝕最為嚴重。當時來往白泥的民眾當中，只有25%會搭乘九巴57線。令乘客卻步的主要原因包括班次疏落(當時57線是每40分鐘一班車)、行車緩慢、車輛不舒適兼載客量低、行車路線受龐大車身限制而無法駛入各村落、服務時間太短(下白泥末班車在20:05開出)、及無法運載農產品等。加上1961年亞比安17型單層巴士因年事已高需要更換，九巴與運輸署商討後，提出以專綫小巴取代57線及58線。當1961年亞比安17型單層巴士因年事已高不斷被淘汰，九巴卻沒有合適替代的單層車輛取代亞比安13型，加上58線連年虧蝕，運輸署有見及此，便在1982年9月10日招標往來尖鼻咀往來元朗的專綫小巴線，翌年9月投入服務，編號為「33」，即本路線。而九巴57線最終在1984年3月1日「功成身退」。

## 服務時間及班次
- 每日元朗開：05:00-21:30（18-23分鐘一班）
- 每日下白泥開：05:00-21:30（18-23分鐘一班）

## 行車路線
- 往下白泥方向途經：泰豐街，元朗東堤街，泰利街，橫洲路，元朗安寧路，媽廟路，媽橫路，青山公路，屏廈路，流浮山道，深灣路，稔灣路。
- 往泰豐街方向途經：稔灣路，深灣路，流浮山道，屏廈路，天水圍鐵路站，屏廈路，青山公路，同樂街，元朗安寧路，西堤街及泰豐街。

綠字路段為鄉郊路段，不影響行車安全時沿途皆可上落客。

## 收費
- 全程收費：$11.6
  - 元朗市往來浪濯坑：$10.3
  - 元朗市往來上白泥：$9
  - 元朗市往來流浮山：$6.7
  - 元朗市往來上璋圍：$5.4
  - 上璋圍往來流浮山：$5.4
  - 流浮山往來上白泥：$4.5
  - 流浮山往來浪濯坑：$5.9
  - 流浮山往來下白泥：$7.1
  - 上白泥往來下白泥：$4.5
  - 上白泥往來浪濯坑：$3.7
  - 浪濯坑往來下白泥：$3.7

（此線所有車輛均接受八達通卡付款；上車及下車均可付款，不設找續，繳付短程分段收費須通知車長調校八達通機。）
八達通轉車優惠：由本線轉乘港鐵屯馬綫（需於天水圍站入閘），或由港鐵屯馬綫（需於天水圍站出閘）轉乘本線，可享有次程減收港幣5毫的優惠。

## 客量
本線主要方便深灣路(白泥至流浮山)一帶村民往來元朗市中心購物或到屯馬綫天水圍站轉乘其他交通工具。由於白泥至流浮山一帶村民不多，平日客量只屬一般，但由於假日有大量民眾從他區前往白泥一帶郊遊及觀賞日落，假日的客量與平日可謂天淵之別，因此營辦商會自行加密班次，甚至加開相同路線的輔助居民巴士NR941作疏導。
不過，馬亞木卻表示此線連年虧蝕，有人認為此線途經之深灣路因為路況太險要，車輛維修成本高，加上流浮山以南要面對港鐵巴士K65綫競爭而導致的。